# Loredana Zugna
Loredana Zugna (Trieste, 1º maggio 1952) è un'ex tiratrice a segno italiana.

## Biografia
Nata a Trieste nel 1952, a 32 anni ha partecipato ai Giochi olimpici di Los Angeles 1984, i primi dove erano presenti gare di tiro femminili, nella gara di pistola 25 metri, arrivando diciottesima con 571 punti.